# Замок у Мальборку
За́мок Тевто́нського о́рдену в Ма́льборку (пол. zamek w Malborku — замок у Мальборку, нім. Ordensburg Marienburg — Орденський замок Марієнбу́рг) замок у Польщі, що дав початок однойменному місту (зараз місто Мальборк), де була резиденція великого магістра Тевтонського ордену з 1309 по 1456 роки. Це найбільший середньовічний цегляний замок у світі (площа замку 143 591 м²), один з еталонів цегляної готики, пам'ятка Світової спадщини ЮНЕСКО. Нині в замку розміщується музей.

## Історія

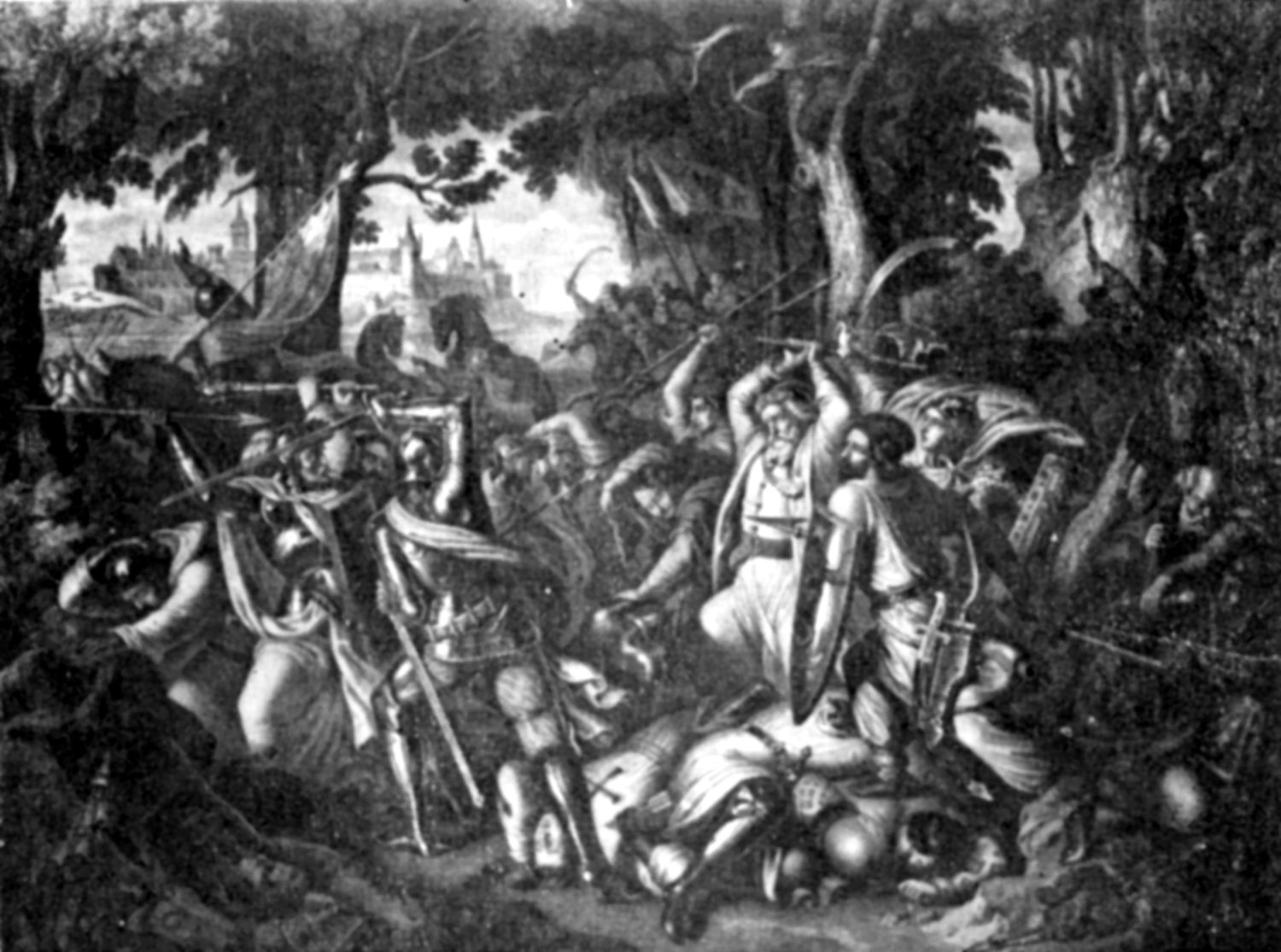
Перемога молдаван і поляків в битві при Марієнбурзі. Картина 1843 року

Замок на честь Діви Марії збудували тевтонські лицарі на березі Ногата (гирло Вісли) в 1274 році. У 1309 році в нього з Венеції переїхав великий магістр ордену. Упродовж XIV століття замок розширювався й перебудовувався. За стінами опинилася територія площею 210 000 м², а кількість мешканців замку в найкращі роки наближалася до трьох тисяч.
У 1422 році під замком відбулася визначна битва Голубської війни — битва при Мальброку, в якій об'єднані польсько-молдовські війська розбили тевтонських лицарів.
Після поразки лицарів при Грюнвальді резиденція великого магістра піддалася тривалій облозі. Місто Марієнбург було зруйноване, але сам замок захопити так і не вдалося. У 1456 році магістр передав замок як сплату боргу богемським найманцям і переїхав до Кенігсберга, а найманці перепродали його польському королеві Казимирові IV. Так замок опинився у складі Речі Посполитої.
Через нашестя шведів у XVII столітті замок занепав. Під час наполеонівських воєн у Марієнбурзі розмістили арсенал і казарми. Після поділу Речі Посполитої на руїни замку звернув увагу прусський архітектор Давид Жиллі, який разом з сином Фрідріхом опублікував їх зарисовки. Берлінські цінителі готики зібрали кошти на реконструкцію замку, яка була розпочата в 1816 році.
Друга світова війна лишила на місці замку спалені руїни, однак польське керівництво вирішило відновити замок у довоєнному вигляді. Тільки собор досі залишається в зруйнованому стані.
У замку в ув'язненні перебували:
- київський митрополит Йосиф Нелюбович-Тукальський (за виступи проти втручання польського уряду в українські церковні справи);
- Юрій Хмельницький, відісланий після захоплення і сплюндрування військом Речі Посполитої під командуванням Стефана Чарнецького Суботова в 1664 році.

| Панорама замку Мальборк                                          |
| Панорама замку Мальборк з північно-західного берега річки Ногата |

## Реставраційні роботи

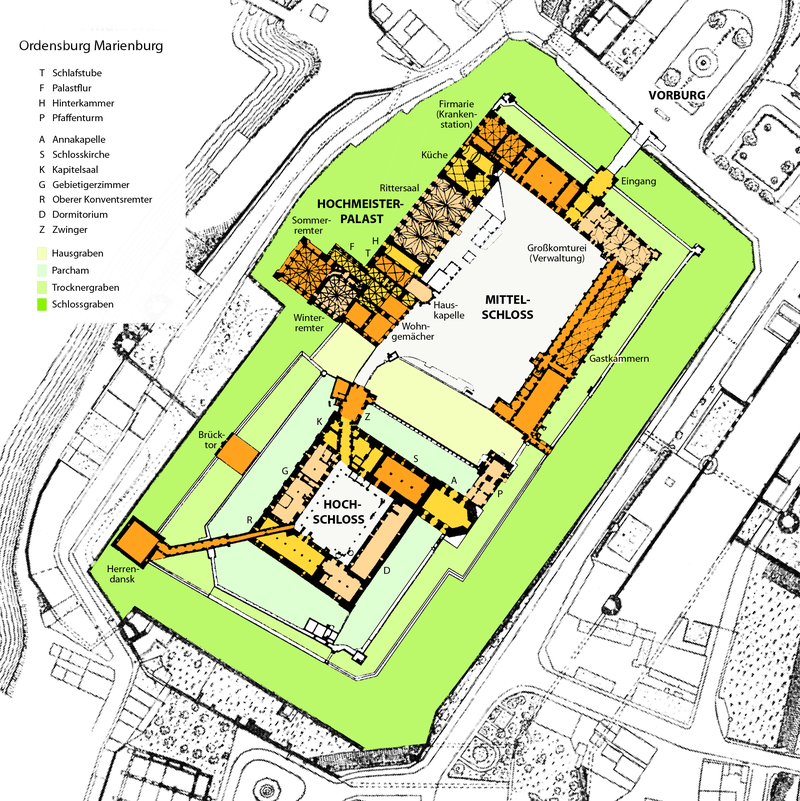
План замку Мальборк.

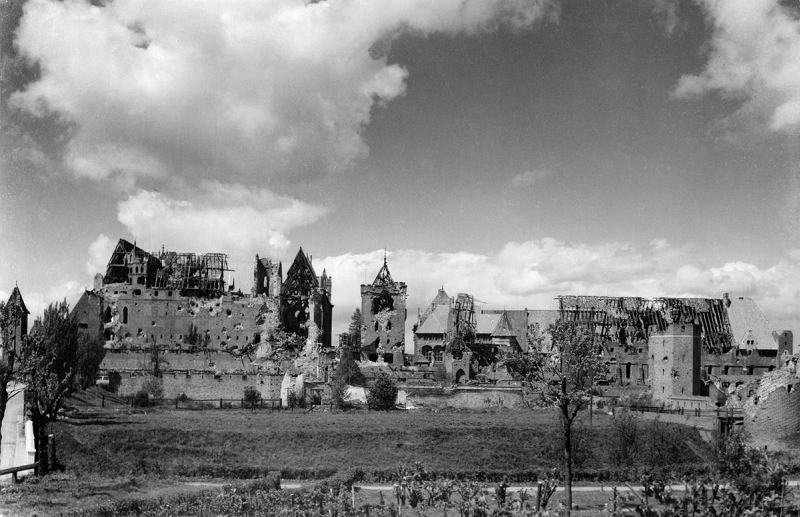
Руїни замку Мальборк після Другої світової війни.

У 1816 році була створена Рада реконструкції замку. Через рік почалися роботи з реконструкції замку. Почалися вони з реконструкції східного фасаду Палацу великих майстрів. Також була проведена реконструкція сходів XVII ст. і реставрація припалацової каплиці св. Катерини. У 1819—1850 рр. керівником робіт був інженер-архітектор Август Герсдорф. Під його керівництвом та з допомогою відомого художника й архітектора Фрідріха фон Шінкеля, історика Йоганна Фойгта, пастора Мальборка і знавця історії Ордену Тевтонців Людвіга Габлера проведено реконструкцію західної частини Середнього замку. Темою суперечки, що викликала велике обурення серед істориків сучасного мистецтва, була побудова нової верхівки 1850 року в найвищій вежі Середнього замку. Відповідно до пояснень Герсдорфа, ця верхівка повинна була бути еквівалентом середньовічної верхівки infirmerii (лазарету). Після того як в істориків появилися сумніви щодо дій Августа Герсдорфа, роботами над реставрацією замку займався Олександр Фердинанд фон Кваст (до 1876 року). З його ініціативи була зміцнена західна стіна Великої трапезної та були заповненні мозаїкою втрачені фрагменти у мозаїчній фігурі Марії з Дитиною на східному фасаді замкової церкви. Остання задача була виконана фахівцями з Венеції. П'ять століть тому художники з того ж міста поставили на скульптуру першу оригінальну мозаїку.
У 1881 році через велику зацікавленість у замку парламентаріїв зі Східної та Західної Пруссії, уряд вирішив розпочати реконструкцію церкви Пресвятої Богородиці у Високому замку. Через рік міністр релігійних конфесій створив спеціальну комісію, завдання якої полягало в нагляді за діяльністю Управління реконструкції замку. Комісія одноголосно довірила керівництво молодому талановитому архітектору Конрадові Еммануелю Штайнбрехту (1849—1923). Загальне правило, якому він завжди слідував — ніяких дій без повного історичного дослідження. Одним з прикладів такої процедури може бути метод реконструкції сховища Капітуляру. Середньовічні деталі, знайдені в піску та гравію, після ретельних досліджень та інвентаризацій були бездоганно підібрані до своїх оригінальних місць усередині приміщення.

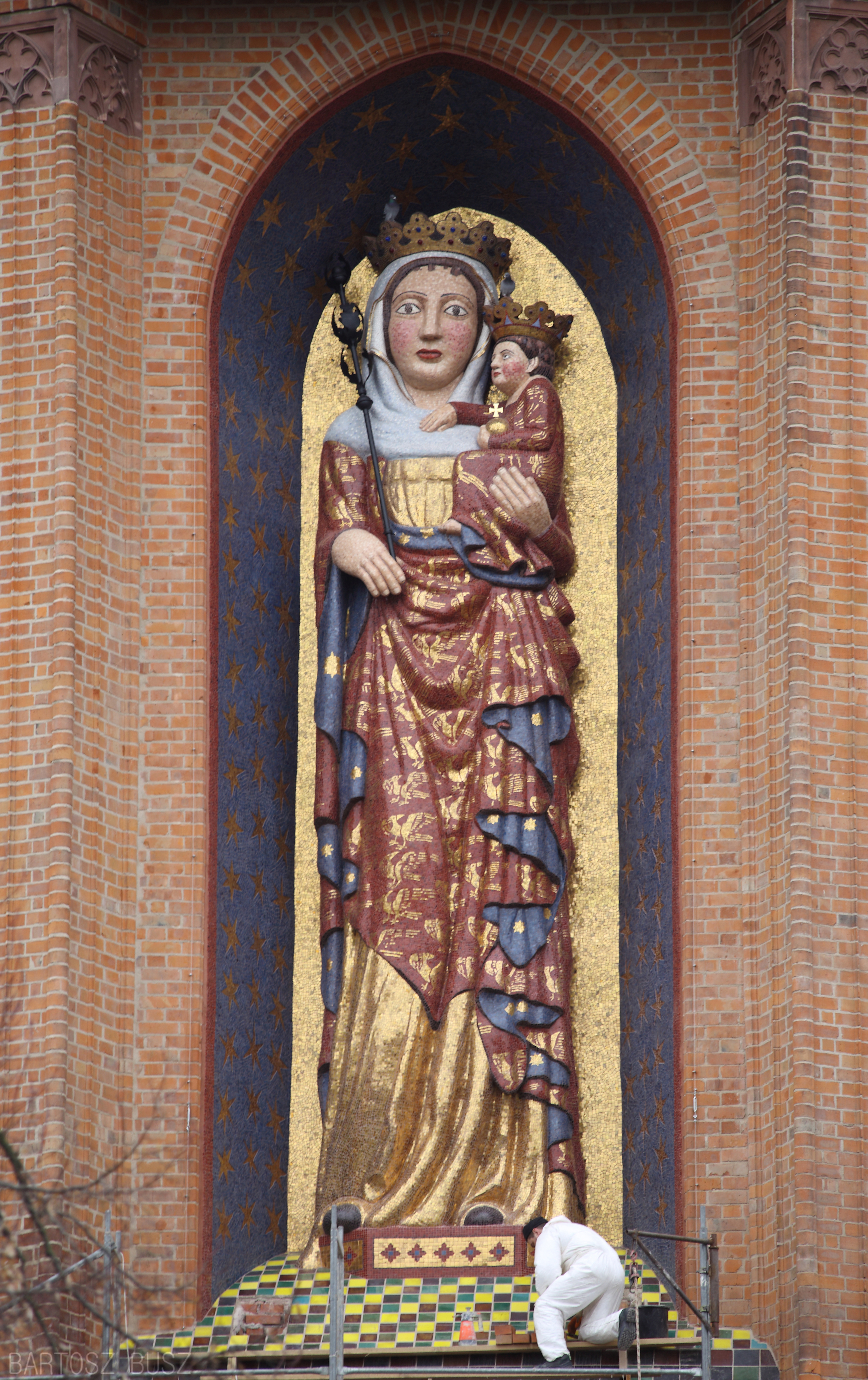
Реставрація мозаїки Діви Марії.

Роботи з конструкції та консервації були виконані надзвичайно сумлінно й фінансувалися здебільшого з бюджету прусської держави. Реконструкція Мальборка також викликала жвавий інтерес імператорської родини. Вільгельм II Гогенцоллерн відвідав її понад тридцять разів під час свого правління. Фінансова підтримка також надійшла від Товариства реконструкції та консервації Мальборка.
До 1900 року у Високому замку було відреставровано чимало деталей. Було перебудовано кілька важливих інтер'єрів у:
- церкві Пресвятої Діви Марії;
- каплиці св. Анни;
- кабінеті комтура;
- кухні;
- їдальні;
- приміщенні монастиря.

Роботи в Середньому замку продовжувалися до 1918 року і принесли результат у вигляді ресторану в Східному крилі, каплиці св. Бартоломея, лікарні та Західного крила з великою трапезною. Єдине, що не було відреставроване, — це інтер'єри Палацу великих майстрів, які були залишені у формі, яку вони отримали в першій половині XIX століття. Після знесення будівлі єзуїтського коледжу в стилі бароко в 1890-х роках на його місці в 1896 році були відбудовані будівлі XV століття: Священнича вежа (у невластивому місці) й Дім дзвонаря. Після 1905 року Штайнбрехт вів роботу в лазареті, де замість наявних у Середньовіччі трьох поверхів, розділених дерев'яними балками, запровадив два поверхи зі склепінчастими стелями, прорізавши нові вікна. Лазарет був перебудований за старим проєктом зі склепінчастими стелями. У 1912 р. Війтівська (північна) вежа була реконструйована від фундаменту при Головних воротах замку. Після 1915 року в Середньому замку форма даху над західною частиною Палацу великих майстрів була змінена. Штайнбрехт також наказав у 1919 році знести середньовічну східну пряму стіну в приватній каплиці гросмейстерів (каплиці Святої Катерини) з готичною верхівкою й автентичними склепіннями 1400 року, замінивши їх полігональною стіною, яка існувала приблизно від 1330-х років до того, як був збудований Палац Великих Магістрів, і який був змінений близько 1400 року заради більшої приватності. Ці роботи були завершені в 1922 році, створюючи вид на частину внутрішнього двору середнього замку, який колись існував, але був забудований рядом будівель. Також на східній стіні був збудований Дім капелана, який до того не існував. Після смерті Штейнбрехта ця робота була продовжена під керівництвом Бернгарда Шмідда (1872—1947), який виконував обов'язки консерватора пам'ятників Західної Пруссії. 1922 року була відбудована каплиця св. Катерини. У 1926 р. були реконструйовані стіни та вежі бюро Плауена, а в 1931 р. були завершені роботи на Нових воротах, також відомих як Гінденбурзькі ворота. У 1937 році башта над пекарнею була реконструйована з рівня землі.

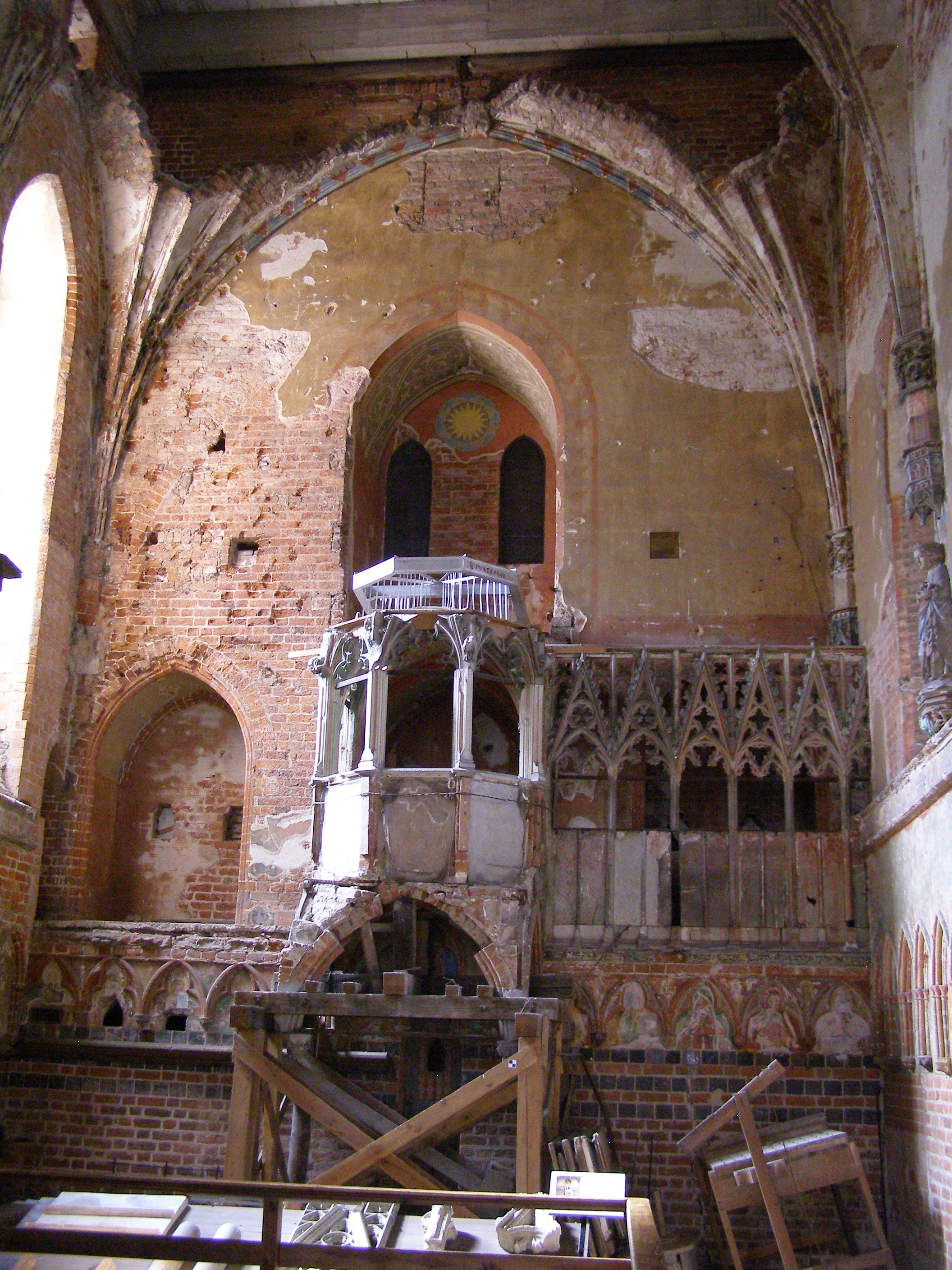
Реставраційні роботи в замковій каплиці.

За наказом Верховного головнокомандувача Польської армії № 22 у замку Мальборк створено філіал Музею польської армії № 1. 30 листопада 1950 р. керівництво Музею польської армії передано Міністерству культури та національної спадщини. У 1951 році замок був переданий місцевим адміністративним органам. Наприкінці 1950-х років через те, що під час Другої світової війни 50 % замку було зруйновано, було заплановане знесення замку. Зрештою, пропозиція була змінена, і був створений Соціальний комітет з реконструкції замку. Протягом багатьох років комітет реконструював замок, відновлюючи середньовічну форму замку та виправляючи помилкові реконструкції, припущені німецькими реставраторами (наприклад вімперги над вікнами в церкві замку).
Від 1961 року він був місцем для нещодавно створеного замкового музею. У 1962—1966 рр. були відновлені дахи над північним та західним крилом середнього замку. У 1966 році була відбудована каплиця св. Анни. У 1967 р. був перебудований південно-східний кут Високого замку. У 1967—1968 рр. головна вежа була реконструйована у середньовічній формі. У 1973—1976 роках майже цілком зруйновані фундаменти були перебудовані та були відновлені Головні ворота (з ксилографією) перед замком. У 1980—1982 рр. будинок Підстарського та Порохова вежа були перебудовані. У 1993 році завершено перебудову їдальні і почато реконструкцію Троїцької вежі. Також продовжувалися роботи з консервації в замкових інтер'єрах. У 1997 році тевтонський замок в Мальборку був включений у список всесвітньої спадщини ЮНЕСКО. Протягом багатьох років у період від травня до вересня тут проводили звукові вистави. Замок у Мальборку у 2007 році згідно з опитуванням газети «Жечпосполіта» був визнаним одним із семи чудес Польщі. Замок усе ще переживає складні ремонтні роботи. На початку 2014 року міністр культури виділив грант розміром близько 26 мільйонів злотих на реставраційні роботи в замку, включаючи реконструкцію замкової церкви, каплиці для поховань та однієї з веж. Отримані кошти надходять від Європейського союзу й Норвезької фінансової підтримки на 2009—2014 роки.
Відновлений та обладнаний низкою неоготичних меблів замок служив музеєм інтер'єрів у міжвоєнний період, який давав відвідувачам картину функціонування середньовічного монастиря і представляв історію життя Тевтонського ордену. Найбільш правдиво відтвореними інтер'єрами вважаються інтер'єр церкви Діви Марії, кабінету комтура, кімнат у західному крилі Високого замку, кухні монастиря, Великої трапезної. Такий спосіб відновлення готичного будівництва був досягнутий за допомогою численних соціальних побажань та дій. Жителі Мальборка та його околиці пишалися тим, що у своєму районі він є єдиним повністю реконструйованим і настільки багато обладнаним фортечним монастирем.